# نظام شهردار-شورایی
نظام شهردار-شورایی (به انگلیسی: Mayor–council government)، نوعی حکومت محلی است که دارای شهردار منتخب مردم به عنوان رئیس اجرایی است، و شورای شهر به عنوان نهاد قانونگذاری که به طور جداگانه توسط رأی دهندگان انتخاب می شود. این یکی از دو شکل رایج دولت محلی در ایالات متحده است و در برزیل، کانادا، ایتالیا، اسرائیل، نیوزیلند، لهستان و ترکیه نیز استفاده می شود.
این یکی از نظام هایی است که اغلب در شهرهای بزرگ به اجرا در می آید، اگرچه شکل دیگر، نظام شورا-مدیر، در شهرداری های بیشتری رواج دارد. این نظام اداری بسته به قدرت نسبی شهردار در مقایسه با شورا ممکن است به دو نوع اصلی طبقه بندی شود. در یک سیستم رایج شهردار مقتدر، شهردار منتخب تقریباً دارای اختیارات اداری کامل با قدرت انتصاب و عزل روسای بخش ها است. در چنین سیستمی، تیم اداری شهردار، بودجه شهر را تهیه می‌کنند، هرچند این بودجه معمولاً باید توسط شورا تصویب شود.
در مقابل، در سیستم شهردار غیر مقتدر، شهردار هیچ اختیار رسمی خارج از شورا ندارد و نقشی تشریفاتی به عنوان رئیس شورا دارد. شهردار نمی تواند مستقیماً مقاماتی را منصوب یا عزل کند و فاقد حق وتو بر آرای شورا است.
اکثر شهرهای بزرگ آمریکا از سیستم شهردار مقتدر استفاده می کنند، در حالی که شهرهای متوسط و کوچک آمریکا تمایل دارند از نظام شورا-مدیر استفاده کنند.